# Sant Andreu de Catllà
Sant Andreu de Catllà és església parroquial del poble de Catllà, a la comuna del mateix nom, de la comarca del Conflent, a la Catalunya del Nord.
És a l'extrem nord-est de la població de Catllà. Al voltant seu es desenvolupà la cellera primigènia del poble de Catllà.

## Història

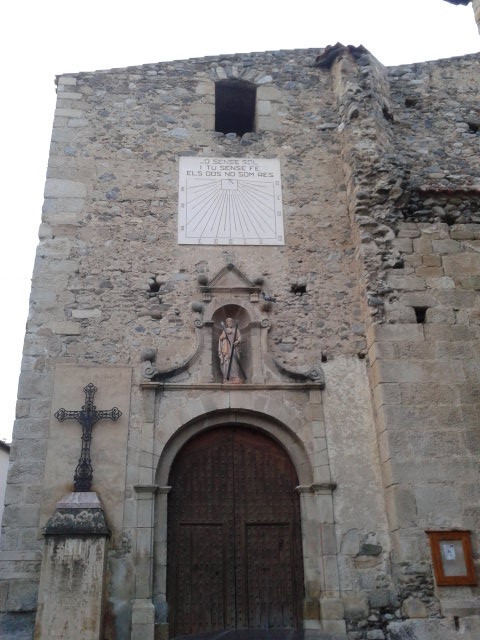
Façana de l'església de Sant Andreu

Dedicada a sant Andreu apòstol, és esmentada ja al 13 de setembre del 948, quan Bernat, fill de Guantà, feu donació al monestir de Cuixà de l'església consagrada en honor de sant Andreu apòstol, cum ipsa cella et cum ipsa curte (amb la seva cel·la i la seva finca).

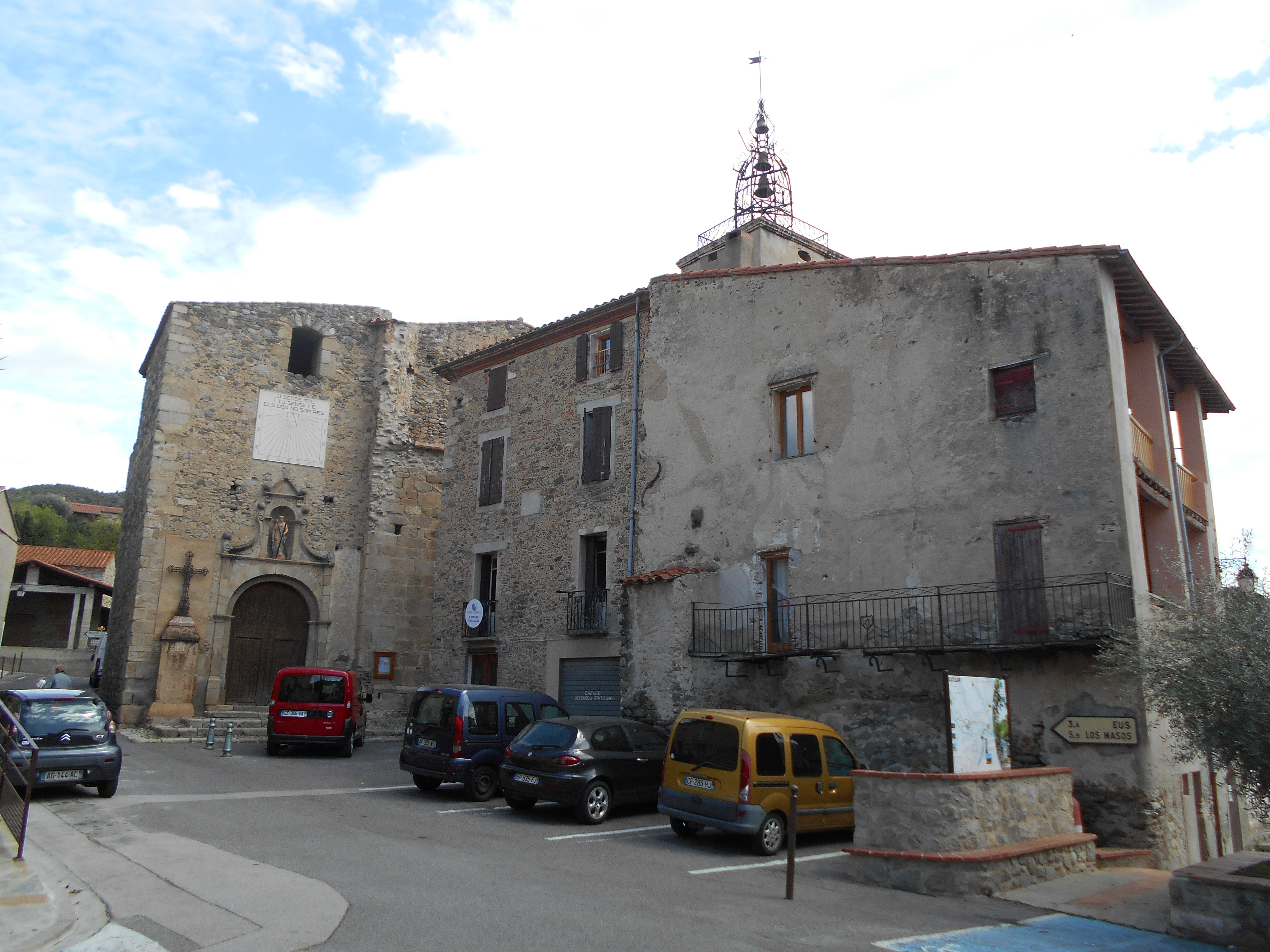
Sant Andreu de Catllà i la cellera

Hom ha identificat aquesta cella com l'església de Santa Maria de Riquer, al mateix terme municipal. Al segle xi, l'abat Oliba cedí de per vida els rèdits de Sant Andreu i Santa Maria de Riquer al cavaller Sunyer Arnau, però els seus successors no tornaren el lloc al monestir, sinó que s'estimaren més de comprar l'anuència dels comtes de Cerdanya Ramon Guifré i Guillem Ramon per poder retenir els beneficis del lloc. L'any 1100, l'abat Pere Guillem de Cuixà aconseguí del comte Guillem Jordà una ordre de restitució. Bernat Sunyer i la seva família, però, s'apoderaren novament de la parròquia el 1117, aprofitant la mort de Bernat Guillem de Cerdanya, el germà de Guillem Jordà que l'havia succeït. L'abat de Cuixà Bernat I, successor de Pere Guillem, decidí que un mal tracte era millor que una llarga disputa, i el 21 de juny del 1117 pactà amb Ramon i Bernat Isarn, aleshores detentors de l'església, el retorn de les propietats a canvi que de forma vitalícia en gaudissin dels delmes.
Va ser declarada monument històric de França el 1973.

## Arquitectura

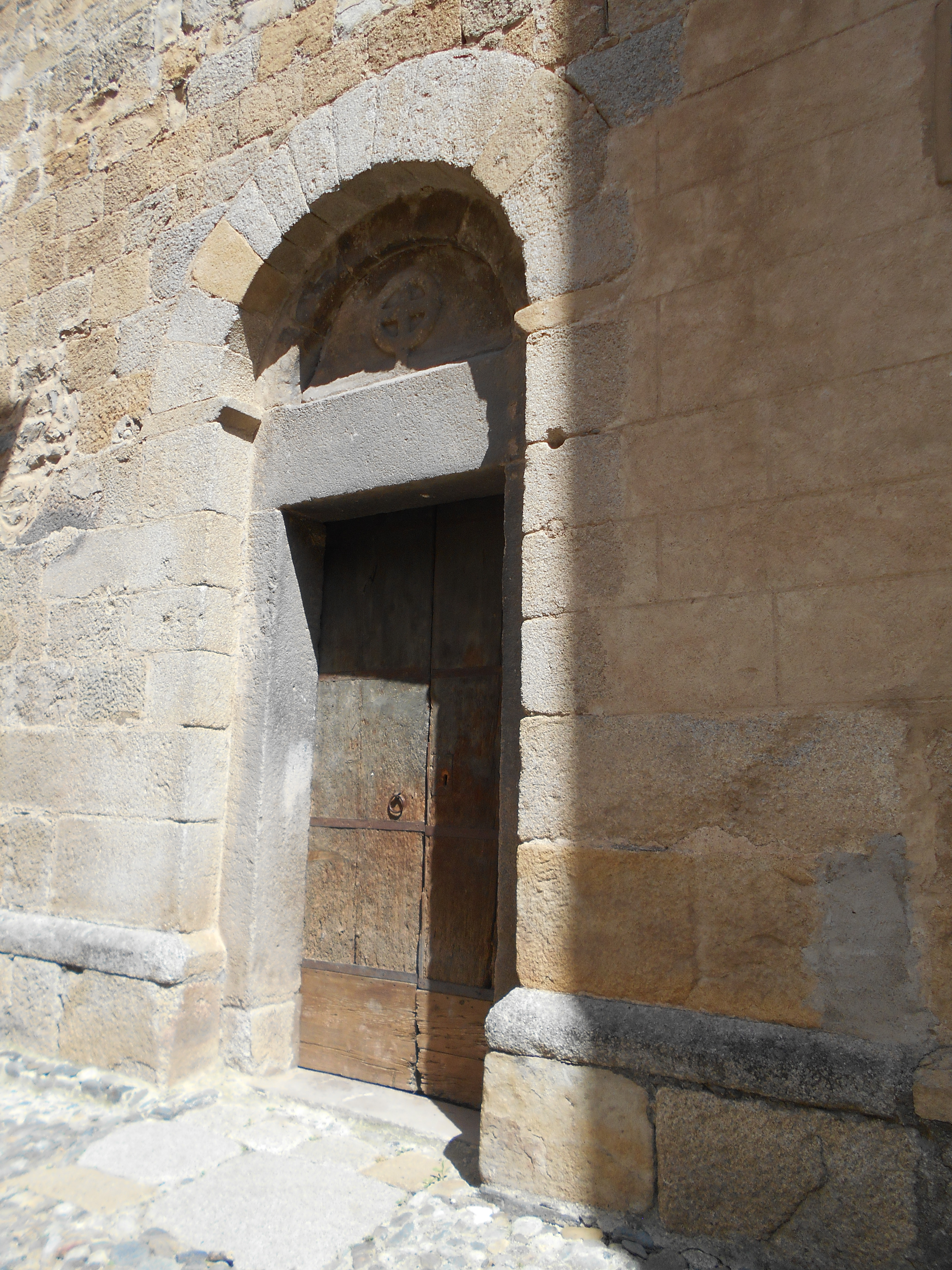
La portalada romànica

La primitiva església romànica era d'una sola nau, amb absis semicircular encarat a llevant, com és habitual a les esglésies romàniques. Se'n conserven quasi tots els seus elements, menys el mur septentrional, que és on s'obrí la nau de l'església nova. La façana sud de l'església romànica es conserva quasi sencera, amb la porta original convertida en porta secundària. Aquesta porta és d'arc de mig punt, amb llinda i timpà amb una creu grega esculpida. Al seu costat, més cap a l'oest, al centre d'aquesta mateixa façana, s'obrí la porta nova del temple modern. L'absis presenta un aparell de granit rogenc, més primitiu que el campanar contigu, possiblement del segle xi. Al costat meridional de la capçalera, al lloc on escauria el transsepte de l'església, hi ha un campanar els dos primers pisos del qual són romànics, amb decoració d'arcuacions llombardes, sense obertures. La major part de l'obra romànica és feta de carreus de granit ben tallats, obra del segle xii.
L'església romànica fou considerablement engrandida el 1662. Hom integrà l'església original (orientada oest-est) com a primer tram de la nau del nou temple, orientat de nord a sud, i l'absis original es convertí en capella lateral: la capella fonda característica de les esglésies barroques. Cal destacar que aquest engrandiment suposà la destrucció de més de la meitat de la cellera primigènia de Catllà.

## Mobiliari
L'altar major, barroc, és una obra de fusta de Josep Sunyer (segle XVII). La decoració és formada pel retaule de l'altar major (1688) i els dedicats al Roser (1681), a Sant Nicolau (1695), a Sant Roc, del Sant Crist i de la Pietat (els tres del segle XVII), el de les Ànimes (1709) i el de Sant Joan Baptista (segle xviii). Dues taules de començaments del xviii foren pintades per Antoni Guerra (fill).

### La capa pluvial de Catllà
L'església conserva una peça molt interessant, una capa pluvial de vellut porpra del segle xvi, que ara és de propietat municipal. Del 1589, va ser obra de Martí Laredo, brodador a Perpinyà, i ha estat restaurada modernament per Isabelle Bedat el 2005. És una peça de 139,5 x 301 cm feta de vellut i seda, amb fils d'or, plata i cànem. En el contracte inicial s'hi indicava que a la capa hi haurien de figurar les armes de Catllà i la data de confecció. Va ser classificada com a monument històric el 1892.